# Región de Antofagasta
La región de Antofagasta es una de las dieciséis regiones en que se divide Chile que limita con Argentina y con Bolivia al este. Su capital es la homónima Antofagasta. Ubicada en el extremo norte del país —norte grande—, limita al norte con la región de Tarapacá, al este con el departamento de Potosí en Bolivia y con las provincias de Jujuy, Salta y Catamarca pertenecientes a Argentina, al sur con la Región de Atacama y al oeste con el océano Pacífico.
Cuenta con una superficie de 126 049,1 km² y una población según el INE de 607 534 habitantes en 2017. La región está compuesta por las provincias de Antofagasta, El Loa y Tocopilla. La región cuenta con el PIB per cápita más elevado del país, superando los USD 25 000. Su principal centro urbano es la ciudad de Antofagasta con 361 873 habitantes, seguida en segundo lugar por Calama con 165 731 habitantes según el censo chileno de 2017.

## Historia
Sobre el descubrimiento del salitre en Antofagasta y Tarapacá cuenta una leyenda que ocurrió cuando dos indígenas de la zona hicieron una fogata y empezó a arder la tierra que contenía caliche. Enterado el cura de Camiña, y llevando agua bendita, recoge unas muestras y reconoce que contenían Nitrato de Potasio. Otra parte de las muestras se encontraban en el patio de la casa del sacerdote y más tarde observa que las plantas se desarrollaban extraordinariamente.
En el gobierno de Andrés de Santa Cruz, en 1837, se creó el Departamento del Litoral, el cual se dividía en dos provincias: La Mar (con capital en Cobija) y Atacama (con capital en San Pedro de Atacama) y en 1868, Antofagasta sería la capital de la provincia de Mejillones.
La ciudad de Antofagasta, fue fundada por el gobierno boliviano en 1868. Desde antes de su fundación era un puerto de desembarque y un lugar de refugio y descanso sobre la costa boliviana para los exploradores chilenos. La fundación es algo que aún no ha sido establecido y aceptado oficialmente.
Previamente al poblamiento del lugar, Juan López, quien es considerado en Chile como el primer habitante de la ciudad, se instaló en el sector de Peña Blanca, hoy conocido como La Chimba, donde comenzó la extracción de minerales de manera precaria.
El 10 de agosto de 1866 se firmó un Tratado de límites entre Bolivia y Chile, añadiendo además una acta adicional el 25 de agosto. En este documento se estableció como límite entre los dos países, el paralelo 24 de latitud sur. No obstante la división territorial estipulada, ambos gobiernos se comprometieron a repartir por mitad los productos provenientes de la explotación de los depósitos de guano descubiertos en Mejillones y de los demás depósitos del mismo abono por descubrir en el territorio comprendido entre los grados 23 y 25 de latitud meridional, así como también los derechos de exportación percibidos sobre los minerales extraídos en el mismo territorio ya mencionado.
El 18 de septiembre de 1866, José Santos Ossa y Francisco Puelma lograron la adjudicación legal de la concesión de terrenos salitrales, tras una solicitud enviada al gobierno boliviano. Tras una expedición liderada por José Santos Ossa, Alfredo Ossa y Hermenegildo (quien fue el guía), el cateador Juan Zuleta descubrió ricos depósitos de salitre (nitrato) en el sector de Salar del Carmen, al oriente de la actual Antofagasta. Tras el hallazgo, José Santos Ossa, Francisco Puelma y Manuel Antonio de Lama acordaron formar una Sociedad Exploradora del Desierto de Atacama.
El 19 de marzo de 1868 se constituyó la Compañía Melbourne Clark, tras la integración de intereses chilenos e ingleses. Posteriormente la compañía logró el 5 de septiembre de 1868, una ampliación de la concesión otorgada por el gobierno boliviano, esta vez por 15 años. Tras la conformación de la compañía, comenzó rápidamente a poblarse lo que se denominó La Chimba, en noviembre de 1866.
Tras el terremoto de Iquique y Cobija del 13 de agosto de 1868, fue necesario reconocer legalmente a La Chimba como un poblado minero. El 27 de agosto de 1868, el presidente de Bolivia Mariano Melgarejo encargó al prefecto del Departamento de Litoral, la fundación oficial de La Chimba, en el sector delimitado por los comisionados Hilario Ruíz y José Santos Prada. Así, el 22 de octubre de 1868 se fundó oficialmente la población y el puerto bajo el nombre de La Chimba, según consta en el acta de fundación. Posteriormente la ciudad fue renombrada como Antofagasta. El primer plano oficial de la población y puerto de Antofagasta fue diseñado por José Santos Prada, el 14 de septiembre de 1869.4 En este documento, se delimitó el terreno de la Compañía Melbourne Clark, además de 17 manzanas y una plaza principal.
El 8 de mayo de 1871, Antofagasta fue designada Puerto Mayor, abierto al comercio de todo el mundo.
El 25 de enero de 1872, tras una sesión dirigida por el Subprefecto del Departamento de Mejillones Manuel Buitrago, se fundó la Municipalidad de Antofagasta conforme a la ley boliviana de municipalidades, donde se conformó el Cuerpo de Agentes Municipales (posteriormente renombrada como Junta Municipal de Antofagasta), integrado por dos alemanes, un inglés y seis chilenos. Félix García Videla asumió como Presidente del Cuerpo de Agentes Municipales, el cual estaba compuesto por los munícipes Francisco Errázuriz, Emeterio Moreno, Salvador Reyes, Matías Rojas, Juan Vargas, Luis Lichenstein, Ernesto Wolchmar y Luis Foster. Además como medida ante el descontrol de la población, se conformó la Jefatura Policial que fue comandada por Domingo Machado, la cual se encargaba de regular al Cuerpo de Guardianes de la Guardia de Orden y Seguridad.
El 27 de noviembre de 1873, la Compañía de Salitres y Ferrocarril de Antofagasta firmó un acuerdo con el gobierno, que le autorizaba la explotación del mineral libre de derechos por 15 años, desde la bahía de Antofagasta hasta Salinas, incluyendo el Salar del Carmen.
En 1875, la Municipalidad de Antofagasta practicó un censo de población. Como resultado, se contabilizan 5384 habitantes, de los cuales 4.530 eran chilenos y 419 eran bolivianos.
Con la reforma constitucional boliviana de 1878, promulgada bajo el gobierno del presidente Hilarión Daza, y aplicada sobre la Constitución Política del Estado de 1831, se volvió a la bicameralidad, figurando Franklin Alvarado como diputado por Mejillones y Antofagasta en la Asamblea Constituyente que la aprobó.
Posteriormente, en la Constitución Política del Estado de 1880, promulgada bajo el gobierno del presidente Narciso Campero, figura Toribio Gutiérrez como diputado por Mejillones y Antofagasta en la Convención Nacional que la aprobó.

### Precolombino
En tiempos precolombinos la línea costera estuvo poblada por bandas de pescadores-recolectores, llamados changos, de los cuales muy poco se sabe, dado a su poco contacto con los conquistadores españoles. El interior, por su parte, estaba poblado por la cultura atacameña, que se desarrolló en las vecindades del Salar de Atacama, la cuenca del río Loa y los valles y oasis esparcidos por el altiplano, siendo el más importante el actual pueblo de San Pedro de Atacama. Los atacameños fueron fuertemente influenciados por la cultura Tiwanaku y más tarde por el dominio Inca. Eran agricultores y comerciantes en rutas tan distantes como la cuenca del Amazonas y las costas del Pacífico. Con la llegada de los españoles, se da comienzo al mestizaje, que enriquece la cultura altiplánica.

### Capitanía General de Chile
A fines del siglo XVII, don Francisco de Cisternas y de la Fuente Villalobos, uno de los más acaudalados terratenientes del norte de la Capitanía General de Chile o el llamado Reyno de Chile, obtuvo por merced de tierras del 4 de julio de 1674 la encomienda de Paposo. A partir de entonces, la rada fue conocida como Hacienda de Paposo, debido a que el encomendero, aprovechando los pastos naturales del lugar, la dedicó a la crianza de ganado. El asentamiento comenzó a ser denominado Nuestra Señora del Paposo desde 1679.
Durante la época del Gobernador, don Ambrosio O´Higgins (1788-1796), por orden de sus autoridades locales, se apostaron en Paposo a fin de desbaratar eventuales desembarcos de corsarios ingleses que rondaban el litoral del desierto de Atacama.
Según anota Claudio Gay, el 28 de julio de 1797, el gobernador del Reino de Chile, don Gabriel de Avilés y del Fierro, autorizó la suma de quinientos pesos de la época para la construcción de una capilla en Paposo. No contento con eso, autorizó a presbítero santiaguino, Rafael Andreu Guerrero, a trasladarse a la zona como Teniente de Cura, y se colocase a las órdenes del cura propietario de Copiapó, en el corregimiento chileno de Atacama. En 1853, el explorador Rodulfo Phillippi hacía mención de dicha capilla.
De acuerdo con el historiador peruano, Mariano Paz Soldán, el 1 de octubre de 1803, el rey Carlos IV, mediante real orden, ratificada por el mismo monarca en 1805, transfirió el puerto de Paposo a la jurisdicción del Virreinato del Perú, separándolo de la Capitanía General de Chile. No obstante, de acuerdo a la historiografía tradicional chilena, la orden no fue cumplida por el virrey español, en Lima, por lo que continuó siendo territorio del Reino de Chile:

Enterado el Rey del abandono en que se halla el puerto de Nuestra Señora del Paposo y sus inmensas costas en el mar del Sur, así como de las proporciones que ofrece el territorio inmediato y el desierto de Atacama para cría de ganados, (...) Asimismo, ha resuelto S. M. que el expresado puerto, sus costas y territorio se agreguen al virreinato de Lima, así para el gobierno político, como para lo militar, por la mayor facilidad con que lo puede defender, y porque siendo digno de toda atención, es consiguiente que dependa de aquella capital, cuyo apostadero extiende su jurisdicción hacia el Sur á todos los puertos y costas hasta Chiloé; y teniendo S. M. presente que en esta empresa son tan interesadas las provincias del Río de la Plata y del Perú, como ese Reino de Chile, pues concurren las extremidades de los tres gobiernos en el territorio indefenso del Paposo, (...) San Lorenzo, octubre 1.° de 1803.

### Alto Perú
Durante la colonia, nace la Audiencia de Charcas, perteneciente al Virreinato del Perú, que comenzó a administrar esta zona. Tras la fundación del Virreinato del Río de la Plata, Charcas le fue transferida.
Según la historiografía chilena nunca se definió claramente que la zona del Pacífico controlada por Charcas fuese cedida al gobierno de Buenos Aires. Así, en muchos escritos de la época, se define que la Capitanía General de Chile o también llamado Reino de Chile limita al norte con el Virreinato del Perú.
Según la historiografía boliviana, peruana y argentina la Audiencia de Charcas formaba parte de los virreinatos antes citados y se llamaba efectivamente Alto Perú. Estos tres países que basan sus posturas según en el Uti possidetis iure de 1810 y por ende, las documentaciones coloniales previas a la independencia, coinciden en que el límite norte de la Capitanía General de Chile —que era una dependencia directa del virreinato peruano hasta su autonomía económica desde 1733 al 15 de mayo de 1798, año que lograría la definitiva separación administrativa— se ubicaba en el río Salado (al sur del desierto de Atacama), separándolo conjuntamente con la cordillera andina del nuevo virreinato rioplatense desde 1776. Pero por Real Orden del 1 de octubre de 1803, el litoral del Pacífico desde el río Loa hasta el Paposo (pequeño caserío indígena), pasaría a la jurisdicción peruana. Tras la independencia de las colonias americanas a inicios del siglo XIX, el general Simón Bolívar reconoció esta zona con el nombre de Departamento del Litoral en la República de Bolivia.

### Soberanía boliviana
En Bolivia durante el gobierno de Andrés de Santa Cruz, en 1837, se creó el Departamento del Litoral, el cual se dividía en dos provincias: La Mar (con capital en Cobija) y Atacama (con capital en San Pedro de Atacama) y en 1868, Antofagasta sería la capital de la provincia de Mejillones.
Un tratado de límites en 1866 zanjó la situación, aceptando la soberanía boliviana al norte del paralelo 24° Sur y permitiendo la explotación de recursos por parte de capitales chilenos al sur del paralelo 23°.

#### Guerra del Pacífico
Exploradores chilenos como Juan López y José Santos Ossa habían descubierto ricos yacimientos de guano y salitre, lo que llevó a una masiva inmigración en la costa boliviana, naciendo el puerto de Antofagasta. Pronto creció la tensión entre los empresarios mineros y las autoridades bolivianas, hasta el estallido de la Guerra del Pacífico. Chile invadió Antofagasta el 14 de febrero de 1879, anexando la zona en cuestión hasta la Batalla de Topáter (23 de marzo de 1879).

### Soberanía chilena
Con el tratado de 1904 Antofagasta fue chilena. La llegada de chilenos se acrecentó, en especial de aquellos provenientes de las provincias del Norte Chico (las actuales regiones de Atacama y Coquimbo), hacia las nuevas provincias de Antofagasta y Tarapacá, el llamado Norte Grande. Nuevos pobladores llegaron también desde Europa (en especial españoles, croatas, ingleses y griegos) y desde China y los países árabes. Estos nuevos elementos junto a la cultura propia del altiplano creó la moderna cultura del Norte Grande, que presenta más elementos andinos y europeos que la propia del Valle Central. La Región de Antofagasta dependió, hasta la crisis de 1929, de la explotación y exportación de salitre. Cientos de oficinas salitreras nacieron en medio del desierto, y fueron abandonadas con posterioridad. La explotación de nitratos fue, posteriormente reemplazada por la explotación cuprífera. Capitales estadounidenses se establecieron en el interior y administraron la minería del cobre, hasta la Nacionalización, realizada por el gobierno de Salvador Allende.

## Gobierno y administración

### División político-administrativa
La región de Antofagasta, que tiene por capital a la ciudad de Antofagasta, para efectos del gobierno y administración interior, se divide en tres provincias.
- Provincia de Antofagasta, capital Antofagasta.
- Provincia de El Loa, capital Calama.
- Provincia de Tocopilla, capital Tocopilla.

Mientras que estas tres provincias se subdividen en nueve comunas ―Antofagasta, Mejillones, Sierra Gorda, Taltal, Calama, Ollagüe, San Pedro de Atacama, María Elena y Tocopilla―.
| \| Provincia \| Capital \| Comuna \| \| ----------- \| ----------- \| -------------------- \| \| Antofagasta \| Antofagasta \| Antofagasta \| \| Antofagasta \| Antofagasta \| Mejillones \| \| Antofagasta \| Antofagasta \| Sierra Gorda \| \| Antofagasta \| Antofagasta \| Taltal \| \| El Loa \| Calama \| Calama \| \| El Loa \| Calama \| Ollagüe \| \| El Loa \| Calama \| San Pedro de Atacama \| \| Tocopilla \| Tocopilla \| María Elena \| \| Tocopilla \| Tocopilla \| Tocopilla \| | Antofagasta Mejillones Sierra Gorda Taltal Calama Ollagüe San Pedro de Atacama María Elena Tocopilla |                      |
| Provincia | Capital                                                                                              | Comuna               |
| Antofagasta | Antofagasta                                                                                          | Antofagasta          |
| Antofagasta | Antofagasta                                                                                          | Mejillones           |
| Antofagasta | Antofagasta                                                                                          | Sierra Gorda         |
| Antofagasta | Antofagasta                                                                                          | Taltal               |
| El Loa | Calama                                                                                               | Calama               |
| El Loa | Calama                                                                                               | Ollagüe              |
| El Loa | Calama                                                                                               | San Pedro de Atacama |
| Tocopilla | Tocopilla                                                                                            | María Elena          |
| Tocopilla | Tocopilla                                                                                            | Tocopilla            |

### Autoridades

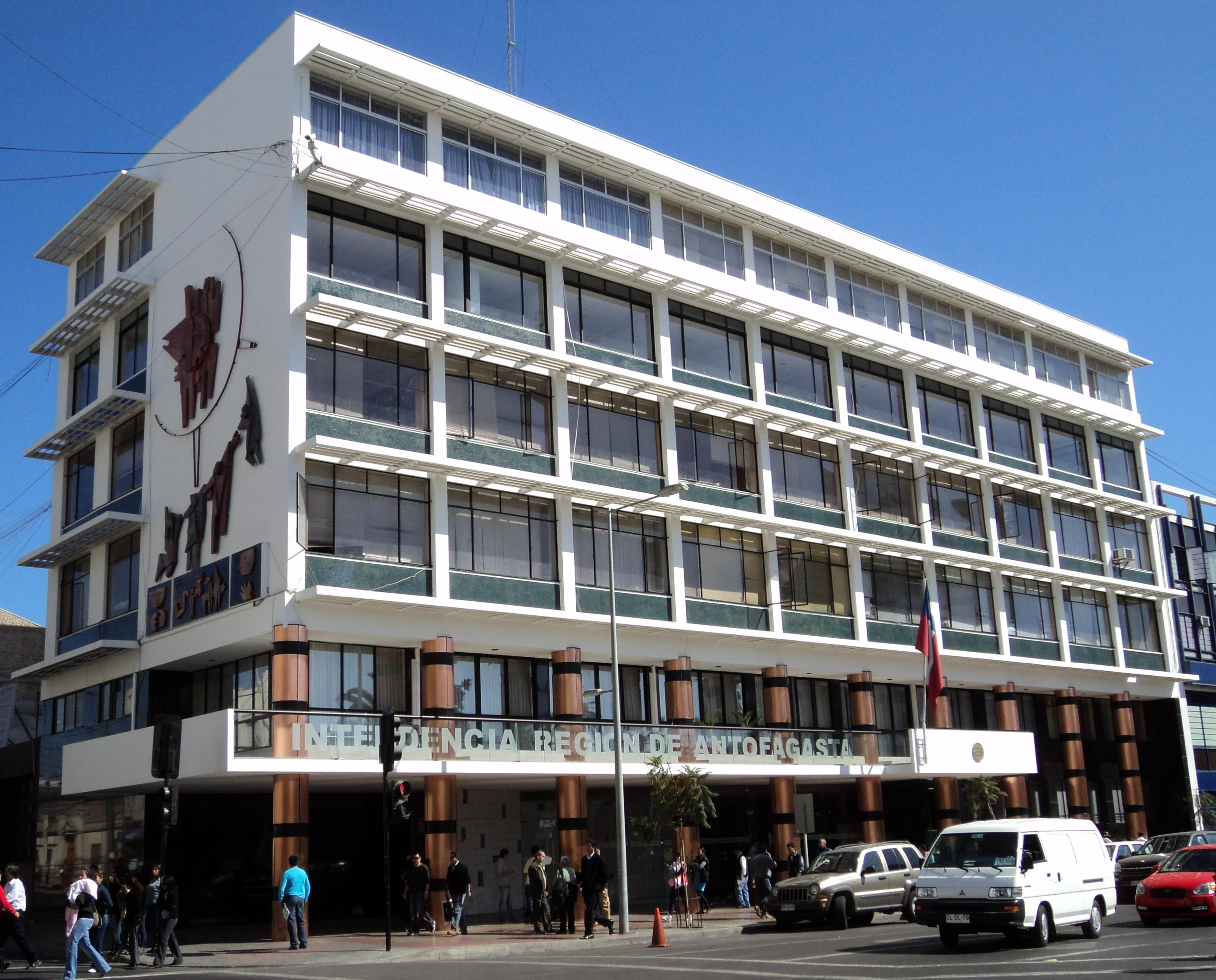
Edificio del Gobierno Regional de Antofagasta.

La administración de la región del poder ejecutivo radica en el Gobierno Regional de Antofagasta, constituido por el gobernador de Antofagasta y por el Consejo Regional, además de contar con la presencia del delegado presidencial regional de Antofagasta y a tanto el delegado presidencial provincial de El Loa como el delegado presidencial provincial de Tocopilla, representantes del gobierno central del país.
Para los efectos de la administración local, las provincias están divididas a su vez en nueve comunas ―Antofagasta, Mejillones, Sierra Gorda, Taltal, Calama, Ollagüe, San Pedro de Atacama, María Elena y Tocopilla― en total regidas por su respectiva municipalidad.
El poder legislativo se encuentra representado y dividido territorialmente a través de la 3.º circunscripción senatorial del Senado de Chile constituido por tres senadores y el 3.º distrito electoral de la Cámara de Diputados compuesto por cinco diputados, los cuales representan a los ciudadanos de la región.

#### Gobernador Regional
- Ricardo Díaz Cortés (Ind-PPD)

#### Delegado Presidencial Regional
- Karen Behrens Navarrete (PS)

#### Delegado Presidencial Provincial
- Tocopilla: Rachel Cortés Cortés (FREVS)
- El Loa: Miguel Ballesteros Candia (FA)

#### Alcaldes
| Comuna      | Alcalde                     | Partido | Comuna               | Alcalde                 | Partido  |
| ----------- | --------------------------- | ------- | -------------------- | ----------------------- | -------- |
| Antofagasta | Sacha Razmilic Burgos       | EVOP    | San Pedro de Atacama | Justo Zuleta Santander  | Ind-FRVS |
| Calama      | Eliecer Chamorro Vargas     | FRVS    | Sierra Gorda         | Adriana Rivera Vega     | Ind.     |
| María Elena | Viviana Cuello Rivera       | Ind.    | Taltal               | Mario Acuña Villalobos  | Ind.     |
| Mejillones  | Marcelino Carvajal Ferreira | PPD     | Tocopilla            | Ljubica Kurtovic Cortés | Ind.     |
| Ollagüe     | Jhean Ramírez Domínguez     | Ind.    |                      |                         |          |

#### Parlamentarios

##### Senadores
| Circunscripción | Senadores                                                          | Partido         |
| --------------- | ------------------------------------------------------------------ | --------------- |
| 3               | Esteban Velásquez Núñez Pedro Araya Guerrero Paulina Núñez Urrutia | FRVS Ind-PPD RN |

##### Diputados
| Distrito | Diputados | Partido                      |
| -------- | --- | ---------------------------- |
| 3        | Catalina Pérez Salinas Sebastián Videla Castillo Yovana Ahumada Palma Jaime Araya Guerrero José Miguel Castro Bascuñán | Ind-FA Ind-PL PSC Ind-PPD RN |

#### Secretarías regionales ministeriales
| Hacienda                            | Sin Secretaría Regional          | Sin Secretaría Regional |
| Seguridad Pública                   | Jorge Cortés-Monroy De La Fuente |                         |
| Gobierno                            | Paulina Larrondo Vildósola (s)   | PCCh                    |
| Economía, Fomento y Turismo         | María Veliz Guerra               | PR                      |
| Desarrollo Social y Familia         | Berta Torrejón Gallo             | FA                      |
| Educación                           | Alberto Santander Becerra        | Ind.                    |
| Justicia y Derechos Humanos         | Trissy Mila Figueroa             | PCCh                    |
| Trabajo y Previsión Social          | Camila Cortés Ruiz               | FRVS                    |
| Obras Públicas                      | Pedro Barrios Castillo           | Ind.                    |
| Salud                               | Jessica Bravo Rodríguez          | FA                      |
| Vivienda y Urbanismo                | Hernán Rodríguez Baeza           | PS                      |
| Bienes Nacionales                   | Angelique Araya                  | Ind.                    |
| Agricultura                         | Celia González Bravi             | PR                      |
| Minería                             | Macarena Barramuño González      | Ind.                    |
| Transportes y Telecomunicaciones    | Enrique Viveros Jara             | PS                      |
| Energía                             | Dafne Pino Riffo                 | FA                      |
| Medio Ambiente                      | Gustavo Riveros Asdame           | FA                      |
| Deporte                             | Diego Rojas Reyes                | FRVS                    |
| Mujer y Equidad de Género           | Paulina Larrondo Vildósola       | PCCh                    |
| Culturas, las Artes y el Patrimonio | Claudio Lagos                    | FRVS                    |

## Geografía y clima

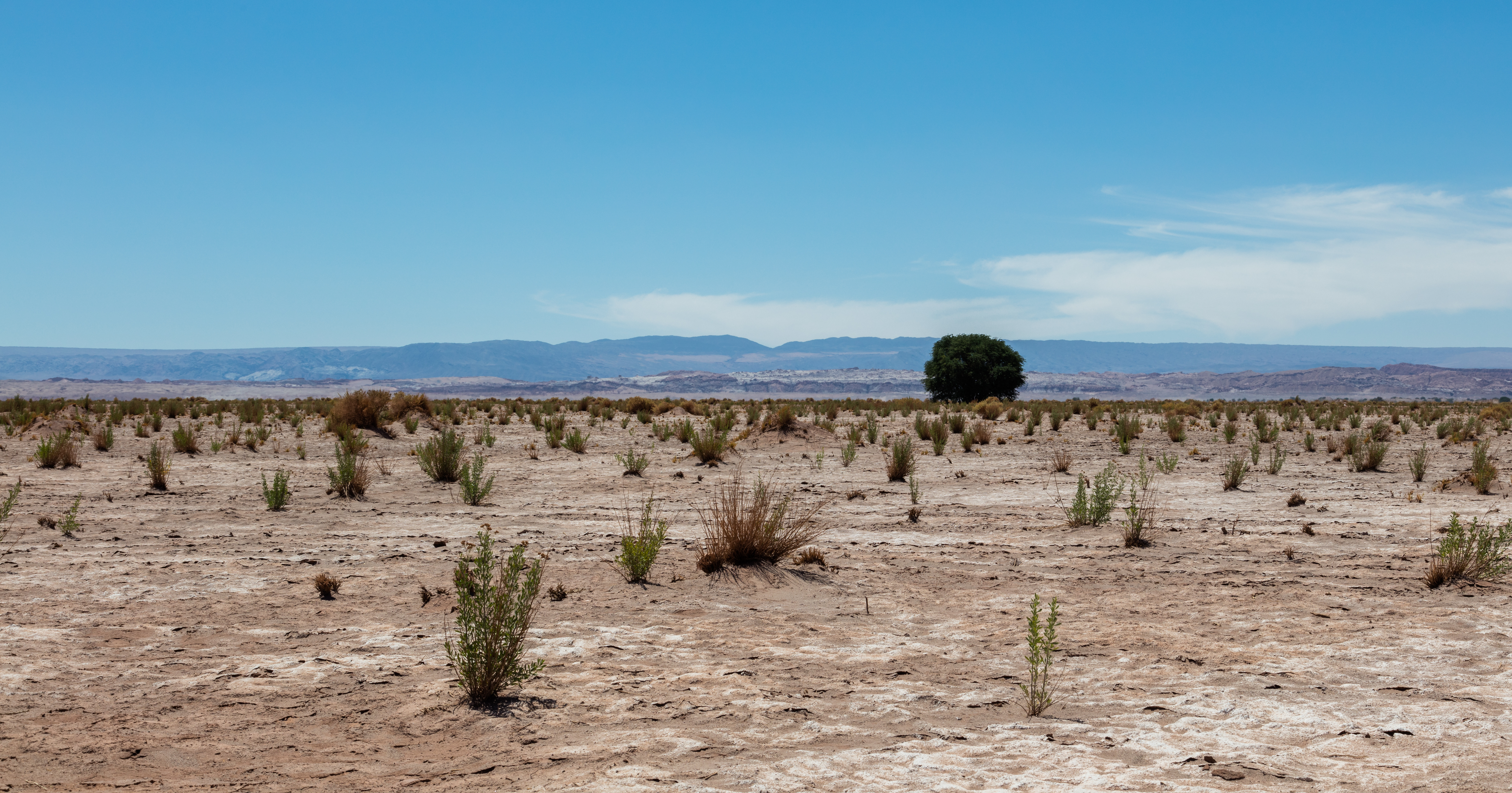
Desierto de Atacama.

La Región ocupa un rango latitudinal que va desde los 20°56′ a los 26°5′ de latitud sur, y longitudinalmente, desde los 67°0′ de longitud oeste hasta el océano Pacífico. El trópico de Capricornio atraviesa la región a la altura del [Aeropuerto Nacional Andrés Sabella Gálvez], unos kilómetros al norte de Antofagasta.
El relieve de la Segunda Región comparte muchas similitudes con las de su vecina del norte, Tarapacá. Las planicies litorales son más amplias y se extienden especialmente en la zona de la Península de Mejillones, posteriormente se ven interrumpidas por las altas serranías de la Cordillera de la Costa. En esta zona alcanza alturas superiores a los 2000 metros y se ubica el Cerro Vicuña Mackenna (3114 m s. n. m.), el de mayor altura de toda la cordillera, y el Cerro Paranal, donde fue instalado uno de los mayores telescopios del mundo, el Observatorio Paranal que es administrado por el Observatorio Europeo Austral (ESO).
Su hidrografía presenta un fuerte contraste entre la escasez de escurrimientos debido al predominio del clima árido, y la existencia del río Loa, el más largo de Chile y el que posee la mayor extensión. Este nace en la cordillera de los Andes y logra desembocar en el mar. Sus aguas son intensamente aprovechadas para el regadío, minería y agua potable. Por la naturaleza desértica de la región, existen numerosas cuencas cerradas o endorreicas, sobresaliendo la del Salar de Atacama, hacia donde drena el río San Pedro, el que da origen al oasis de San Pedro de Atacama.

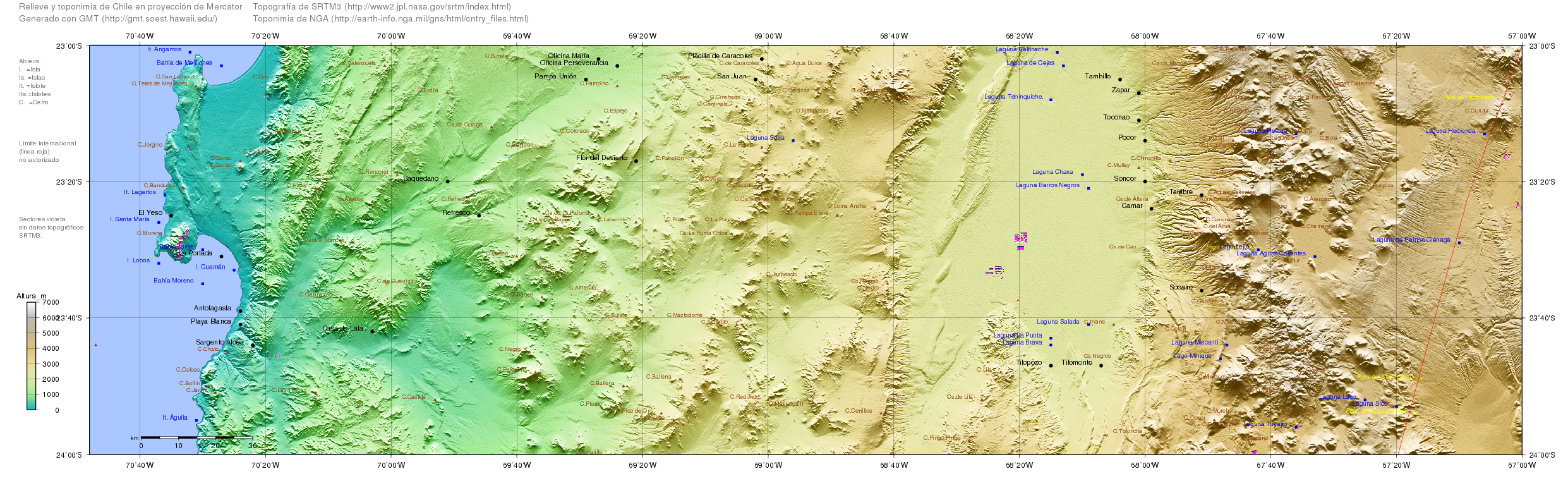
Relieve topográfico de Antofagasta: Mejillones.

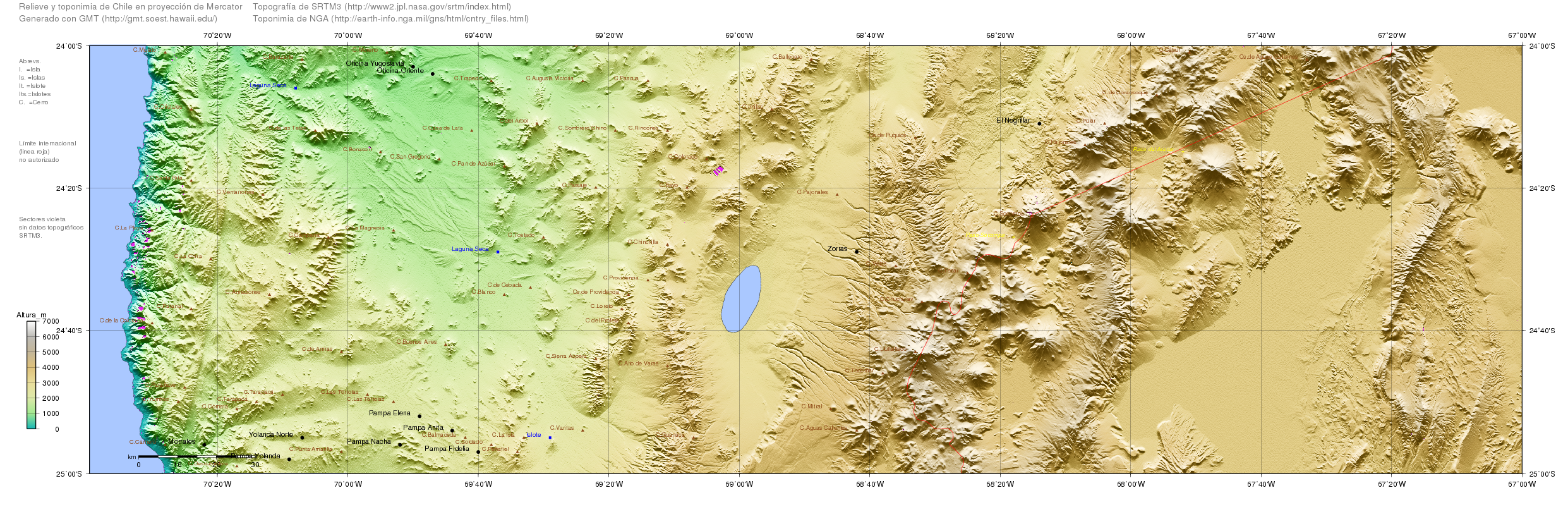
Relieve topográfico de Antofagasta: Paranal.

La Depresión Intermedia es amplia y da paso al Desierto de Atacama. Hacia el sureste, esta se ve reducida en tamaño, debido a la formación de un brazo occidental de la Cordillera de los Andes, conocida como Cordillera de Domeyko, que alcanza los 4.114 metros en el Cerro Quimal. Entre la cordillera de Domeyko y la de los Andes se forma el altiplano donde se destacan la formación de la Cordillera de la Sal, una pequeña rama de la cordillera de Domeyko, el Salar de Atacama y el nacimiento del río Loa, el único que cruza las áridas llanuras atacameñas y que tiene una longitud de 440 kilómetros, siendo el más largo de Chile. Al este, se ubica la Cordillera Andina propiamente tal, altamente volcánica. Destacan los volcanes Ollagüe (5865 m s. n. m.), el Linzor (5555 m s. n. m.) y el Licancabur (5916 m s. n. m.), entre otros. La alta actividad geotérmica permite la formación de los géiseres del Tatio. En el extremo oriental de la región se forma la Puna de Atacama, otra zona de altiplano ubicada en el límite con Bolivia y Argentina.
El clima es desértico en el interior con una gran oscilación térmica, la que se acentúa a mayor altitud. En tanto, en el litoral, el clima es templado gracias a la influencia de la Corriente de Humboldt. Debido a la existencia del farellón costero, se produce la camanchaca, una espesa niebla que permite la irrigación del desierto gracias al uso de atrapanieblas.

## Demografía

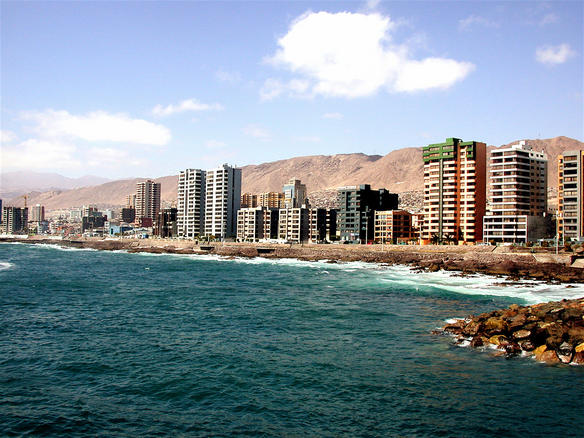
Ciudad de Antofagasta.

La población actual de esta región proviene en su gran mayoría de la inmigración nacional proveniente del Norte Chico y la Zona Central.
La Segunda Región, de acuerdo al último censo (2017), está poblada por un total de 607.534 habitantes. La densidad poblacional alcanza los 4,8 habitantes por kilómetro cuadrado.
De la población regional total, 315 014 habitantes son hombres (51,9%) y 292 520 son mujeres (48,1%). La población regional se concentra principalmente en las comunas de Antofagasta (361 873 habitantes), Calama (165 731) y Tocopilla (25 186 habitantes). Chuquicamata, la antigua ciudad habitada por los obreros de la mina homónima, y que llegó a ser habitada por decenas de miles de personas, actualmente, trasladada hacia la vecina Calama, debido a que, en un futuro cercano, los residuos de la mina terminará por tapar a la ciudad.
Otras localidades importantes son: Mejillones (13 467 hab.); Taltal (13 137 hab.); San Pedro de Atacama (10 996 hab.); María Elena (6457 hab.)
Actualmente en la región residen más de 104.817 inmigrantes, principalmente bolivianos, colombianos y peruanos, los cuales conforman el 17,3% del total de la población regional.
A nivel de ciudades, las más pobladas censo (2024) son:
- Antofagasta, con 401 096 habitantes
- Calama, 166 334 habitantes.

| \| Comuna \| Población (2024) \| \| -------------------- \| ---------------- \| \| Antofagasta \| 401.096 \| \| Calama \| 166.334 \| \| Tocopilla \| 25.400 \| \| Mejillones \| 14.084 \| \| Taltal \| 12.097 \| \| San Pedro de Atacama \| 9.843 \| \| María Elena \| 4.834 \| \| Sierra Gorda \| 1.472 \| \| Ollagüe \| 256 \| Fuente: Censo2024 |                  |
| Comuna | Población (2024) |
| Antofagasta | 401.096          |
| Calama | 166.334          |
| Tocopilla | 25.400           |
| Mejillones | 14.084           |
| Taltal | 12.097           |
| San Pedro de Atacama | 9.843            |
| María Elena | 4.834            |
| Sierra Gorda | 1.472            |
| Ollagüe | 256              |

### Indicadores básicos (serie histórica)
A continuación se presenta la serie histórica de indicadores básicos de la Región de Antofagasta:
| Año  | Nacimientos | Defunciones | Tasa bruta de natalidad | Tasa bruta de mortalidad | Tasa global de fecundidad |
| ---- | ----------- | ----------- | ----------------------- | ------------------------ | ------------------------- |
| 2003 | 9516        | 2201        | 19,9                    | 4,6                      | 2,48                      |
| 2004 | 9568        | 2371        | 19,6                    | 4,8                      | 2,46                      |
| 2005 | 9199        | 2319        | 18,5                    | 4,6                      | 2,34                      |
| 2006 | 9064        | 2232        | 17,9                    | 4,4                      | 2,29                      |
| 2007 | 8709        | 2409        | 16,9                    | 4,7                      | 2,17                      |
| 2008 | 8842        | 2388        | 17                      | 4,6                      | 2,18                      |
| 2009 | 8663        | 2368        | 16,4                    | 4,5                      | 2,12                      |
| 2010 | 8600        | 2368        | 16,1                    | 4,4                      | 2,08                      |
| 2011 | 8551        | 2403        | 15,8                    | 4,4                      | 2,05                      |
| 2012 | 8975        | 2441        | 16,3                    | 4,4                      | 2,12                      |
| 2013 | 9419        | 2799        | 16,9                    | 5                        | 2,19                      |
| 2014 | 9706        | 2774        | 17,2                    | 4,9                      | 2,22                      |

Fuente: I.N.E. (Chile)

## Medioambiente

### Conflictos socioambientales
En la región existen diversos conflictos socioambientales. Uno de ellos se ubica en Mejillones, comuna que ha sido afectada por diversas problemáticas como la contaminación atmosférica y marina.

## Economía
Su principal actividad económica es, sin lugar a dudas, la minería, que produce más del 65% del Producto Interno Regional. La extracción del Cobre ha aumentado explosivamente desde la creación de Codelco, pasando de 430 000 toneladas extraídas en 1974 a cerca de 3 millones en la actualidad. Las principales minas del país existen en la zona, destacándose los yacimientos estatales de Chuquicamata (la mina a tajo abierto más grande del mundo) y Radomiro Tomic, y las privadas La Exótica y La Escondida. También se extraen otros minerales como plata, molibdeno, oro, litio, salitre, hierro, yodo, carbonato de calcio y cuarzo, debido a la abundante riqueza mineral de sus suelos.
Para la exportación de estos mismos, diversas empresas mineras poseen varios terminales o caletas, destinados a la exportación de sus productos minerales, como el Puerto Coloso de Minera Escondida, Puerto Michilla de Antofagasta Minerals, o el Puerto de SQM en Tocopilla. Ultraport de Mejillones, también exporta concentrado de cobre en su terminal portuario.
La industria pesquera ha contribuido enormemente al desarrollo económico de la región, especialmente en la producción de harina y aceite de pescado, situándose las principales plantas en las ciudades de Mejillones Y Tocopilla. Pese a la ubicación estratégica de las plantas pesqueras, estos últimos años se han visto decaídas por la sobreexplotación en la cuota de captura del pescado, llevando incluso al desmantelamiento de importantes plantas de procesamiento como fueron las pesqueras Loa y Guanaye, en la ciudad de Mejillones.
La producción agrícola en la región es casi nula y se concentra mayoritariamente en las zonas del altiplano, generalmente destinadas al consumo local, al igual que la ganadería.
El turismo ha experimentado un aumento considerable en los últimos años, especialmente debido a que San Pedro de Atacama y sus alrededores se convirtieran en lugares reconocidos internacionalmente por sus bellos parajes naturales.
Por otra parte, estas últimas décadas se han caracterizado por la alta tasa de industrialización en la región, principalmente en el ámbito energético, todo lo cual ha hecho que la Región de Antofagasta cuente con importantes centrales termoeléctricas, en funcionamiento y también en construcción, destinadas principalmente a abastecer de energía eléctrica a todo el sector minero, y que forman parte del Sistema Interconectado del Norte Grande.
En 2018, la cantidad de empresas registradas en la región de Antofagasta fue de 14.340. El Índice de Complejidad Económica (ECI) en el mismo año fue de -0,19, mientras que las actividades económicas con mayor índice de Ventaja Comparativa Revelada (RCA) fueron Reparación de Maquinaria para Industria Textil, de la Confección, del Cuero y del Calzado (42,62), Fabricación de Cojinetes, Engranajes, Trenes de Engranajes y Piezas de Transmisión (31,92) y Agencias de Noticias (27,19).
Esta región tiene el ingreso por PIB per cápita más alto de Chile.

### Energía
Antofagasta es la Región de Chile con más centrales termoeléctricas, con un total de 20. También cuenta con energías renovables como parques eólicos en Calama y Taltal.

## Relaciones internacionales
La Región de Antofagasta es sede de una serie de instituciones de relaciones internacionales, tales como la Unidad Regional de Asuntos Internacionales (URAI) del Gobierno Regional de Antofagasta en Antofagasta, encargada del análisis y gestión de las relaciones bilaterales y multilaterales de la región con América Latina y el resto del mundo, la Comisión de Sustentabilidad y Relaciones Internacionales del Consejo Regional de Antofagasta, las oficinas regionales del Servicio Nacional de Migraciones en Antofagasta y Calama, la oficina regional de la Dirección General de Promoción de Exportaciones (ProChile) en Antofagasta, el Departamento de Migraciones y Policía Internacional de la Policía de Investigaciones (PDI) en Antofagasta y Calama, la Sección de Migraciones y Policía Internacional de la PDI en Tocopilla, y la Oficina de Migrantes de la Municipalidad de Antofagasta.
En materia de internacionalización en educación superior, los principales actores dentro de la Región de Antofagasta son la Dirección de Relaciones Internacionales y Centro de Idiomas de la Universidad de Antofagasta, y la Dirección de Relaciones Internacionales de la Universidad Católica del Norte.

### Consulados en Antofagasta
| - Alemania (Consulado Honorario) - Argentina (Consulado General) - Bélgica (Consulado Honorario) - Bolivia (Consulado) - Canadá (Consulado Honorario) - Colombia (Consulado General) - Croacia (Consulado Honorario) - Dinamarca (Consulado Honorario) | - Ecuador (Consulado Honorario) - España (Consulado Honorario) - Finlandia (Consulado Honorario) - Francia (Consulado Honorario) - Grecia (Consulado Honorario) - Italia (Viceconsulado Honorario) - Países Bajos (Consulado Honorario) - Paraguay (Consulado Honorario) |